# Desmomys yaldeni
Desmomys yaldeni es una especie de roedor de la familia Muridae. Es nombrado en honor de Derek Yalden

## Distribución geográfica
Se encuentra sólo en Etiopía.

## Estado de conservación
Se encuentra amenazada de extinción por la pérdida de su hábitat natural.

## Hábitat
Su hábitat natural son: montañas húmedas, subtropicales o tropicales.